# U.S. Indoor National Championships 1981
Lo U.S. Indoor National Championships 1981 è stato un torneo giocato sul cemento indoor del Racquet Club of Memphis a Memphis nel Tennessee. 
È stata la 80ª edizione del Torneo di Memphis, facente parte del Volvo Grand Prix 1981.

## Campioni

### Singolare maschile
Gene Mayer ha battuto in finale  Roscoe Tanner con il punteggio di 6–2, 6–4.

### Doppio maschile
Gene Mayer /  Sandy Mayer hanno battuto in finale  Mike Cahill /  Tom Gullikson con il punteggio di 6–2, 6–4.